# Свастика

Свастика на гербі Борейко

Колова сонячна свастика (права)

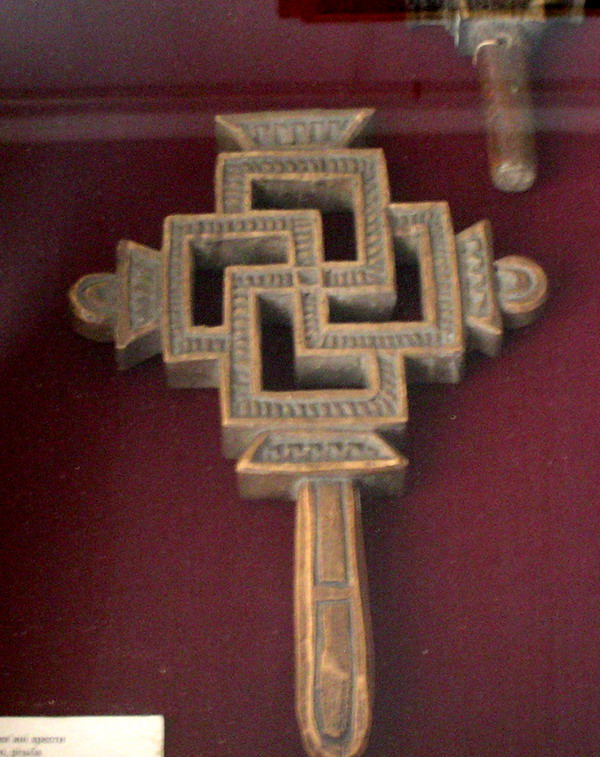
Ручний дерев'яний хрест у формі свастики. (Покуття або Гуцульщина. Кінець 19 — початок 20 століття. Національний музей народного мистецтва Гуцульщини та Покуття імені Й. Кобринського (Коломия).)

Сва́стика (санскр. स्वस्तिक, латиніз. svastika; 卐 або 卍) — стародавній символ у вигляді рівнораменного хреста із загнутими на 90° ліворуч або праворуч раменами, що трапляється в багатьох культурах. Назва походить від санскритських слів su («добре») і asti («буття»). У слов'ян звучить як побажання «щасти». Цей символ дуже поширений і найчастіше пов'язаний із Сонцем.
Свастику використовували націонал-соціалісти в Німеччині, зокрема вона була на тодішніх прапорах цієї країни і Націонал-соціалістичної партії. Автором відродження цього символу серед пангерманців був послідовник Стефана Ґеорґе Альфред Шулер.
Опісля Другої світової війни в багатьох країнах Європи свастику тісно асоціюють з націонал-соціалістами: у деяких державах, серед яких Німеччина та Україна, використання свастики, як символу нацизму та неонацизму, заборонене законодавчо та визнається злочином. Виключенням є її використання в освітніх, мистецьких та наукових цілях, та використання свастики, яка не пов'язана з нацизмом.

## Зміст символу
Свастика — символ обертання навколо нерухомого центру. Обертання, з якого виникає життя. У Китаї свастика (Лей-Вен) колись символізувала сторони світу, а потім отримала значення «нескінченність», або число 10000.
Вважалося, що свастика приносить щастя, але тільки коли її кінці загнуті за годинниковою стрілкою (права свастика, або бонська). Якщо кінці заломлені проти годинникової стрілки, то свастика називається саусвастикою (ліва або буддійська) і має негативний вплив. Маги-зерваніти використовували подвійну свастику — сполучену праву з лівою.
Свастика — святий символ у буддизмі, індуїзмі, джайнізмі, зороастризмі, бон.
Крім того, свастика була символом багатьох богів: Зевса, Геліоса, Гери, Артеміди, Тора, Агні, Брахми, Вішну, Шиви, Ганеші, Сур'ї. В Індії також застосовують як оберіг по боках дверей хати. Існує припущення, що за часів неоліту свастику пов'язували з «громом» і «водою»
У XX столітті символ свастики став сприйматися негативно у країнах Західної цивілізації у зв'язку з використанням його націонал-соціалістами, які називали його Hakenkreuz, «гакенкройц» («гачкуватий хрест»), і зазвичай зображали похиленим, як у вікінгів. З серпня 1920 року свастику почали використовувати на націонал-соціалістичних прапорах, кокардах, нарукавних пов'язках. У 1945 році союзна окупаційна влада заборонила використання всіх форм свастики в Німеччині. Водночас по сьогодні свастика залишається позитивним символом добробуту і щастя у країнах Сходу — Індії, Китаї, Японії.

## Історія

Ліва свастика це сакральний символ у Бон і Махаянській традиціях.

Права свастика загалом зустрічається у Індуїзмі, Джайнізмі і Буддизмі Шрі Ланки.

Першу відому у світі сваргу та свастичні «безкінечники» меандри знайдено біля Мезина на теренах однойменної стоянки (Чернігівщина).
В Україні зустрічається в багатьох археологічних культурах, у тому числі трипільській. Також її використовували в гербах давніх українських шляхетських родин (Єльцями, Проскурами).
Є історичні факти існування цього символу в Україні в добу бронзи
Символізм подібний до знаку Сонячний хрест слугував оберегом.
Свастика була елементом відзнаки пластунів до появи фашизму, яку радянська влада «перекручувала» як доказ зв'язку з фашистами.
XX ст принесло погану славу цьому символу, що зумовило неодноразові спроби деяких держав застосовувати однобічне «перекручування» з метою «очорнити і принизити» опонентів(1921р, 1929р, 1933р).

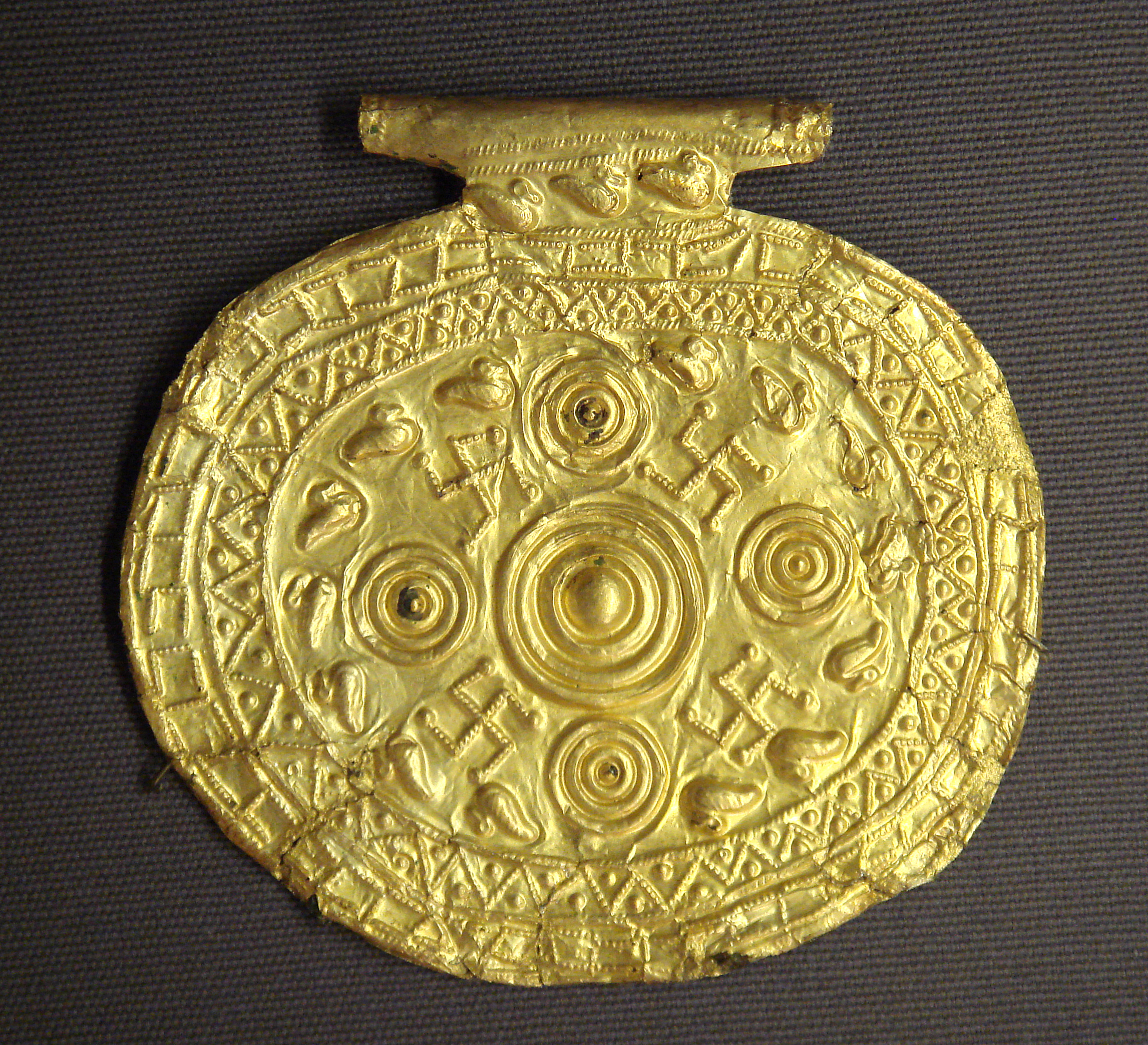
Етруська підвіска з символами свастики. Больсена, Італія. 700 до н. е.-650 р. до н. е.

## Юридична відповідальність в Україні
Згідно з українським законодавством, публічне використання свастики на території України, як символу націонал-соціалізму та неонацизму, є кримінальним злочином.
Кримінальний кодекс України, за використання нацистської символіки, визначає наступне покарання: 
Стаття 436−1. Виготовлення, поширення комуністичної, нацистської символіки та пропаганда комуністичного та націонал-соціалістичного (нацистського) тоталітарних режимів
1. Виготовлення, поширення, а також публічне використання символіки комуністичного, націонал-соціалістичного (нацистського) тоталітарних режимів, у тому числі у вигляді сувенірної продукції, публічне виконання гімнів СРСР, УРСР (УСРР), інших союзних та автономних радянських республік або їх фрагментів на всій території України, крім випадків, передбачених частинами другою і третьою статті 4 Закону України «Про засудження комуністичного та націонал-соціалістичного (нацистського) тоталітарних режимів в Україні та заборону пропаганди їх символіки», -
карається обмеженням волі на строк до п'яти років або позбавленням волі на той самий строк, з конфіскацією майна або без такої.
2. Ті самі дії, вчинені особою, яка є представником влади, або вчинені повторно, або організованою групою, або з використанням засобів масової інформації, -

караються позбавленням волі на строк від п'яти до десяти років з конфіскацією майна або без такої.
Закон України «Про засудження комуністичного та націонал-соціалістичного (нацистського) тоталітарних режимів в Україні та заборону пропаганди їхньої символіки» дає наступне визначення нацистській символіці:
5) символіка націонал-соціалістичного (нацистського) тоталітарного режиму — символіка, що включає:
а) символіку Націонал-соціалістичної робітничої партії Німеччини (НСДАП);
б) державний прапор нацистської Німеччини 1939—1945 років;
в) державний герб нацистської Німеччини 1939—1945 років;
г) найменування Націонал-соціалістичної робітничої партії Німеччини (НСДАП);

ґ) зображення, написи, присвячені подіям, пов'язаним з діяльністю Націонал-соціалістичної робітничої партії Німеччини (НСДАП);

## Цікаве
У комп'ютерах, у таблиці кодування символів стандарту Unicode є знаки китайських ієрогліфів 卐 (U+5350) та 卍 (U+534D), а також тибетські знаки свасті: ࿕ (U+0FD5), ࿖ (U+0FD6), ࿗ (U+0FD7), ࿘ (U+0FD8).
Прочани, що відвідують гору Кайлас, стверджують, що при сході та заході сонця на схилах гори, внаслідок «гри тіней», утворюється великий символ свастики (лівої та правої).

## Галерея

Свастика на археологічних знахідках
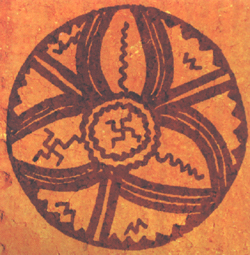
Трипільський посуд, Україна, 4 тисячоліття до н. е.
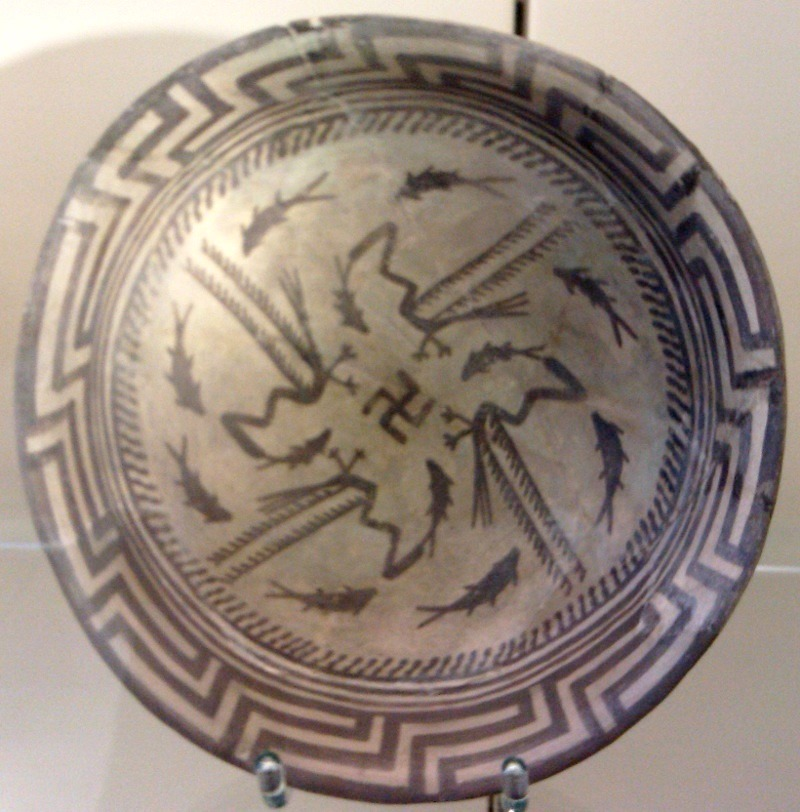
Керамічна миска, Самарра, Ірак, 5 тисячоліття до н. е, Пергамський музей в Берліні.
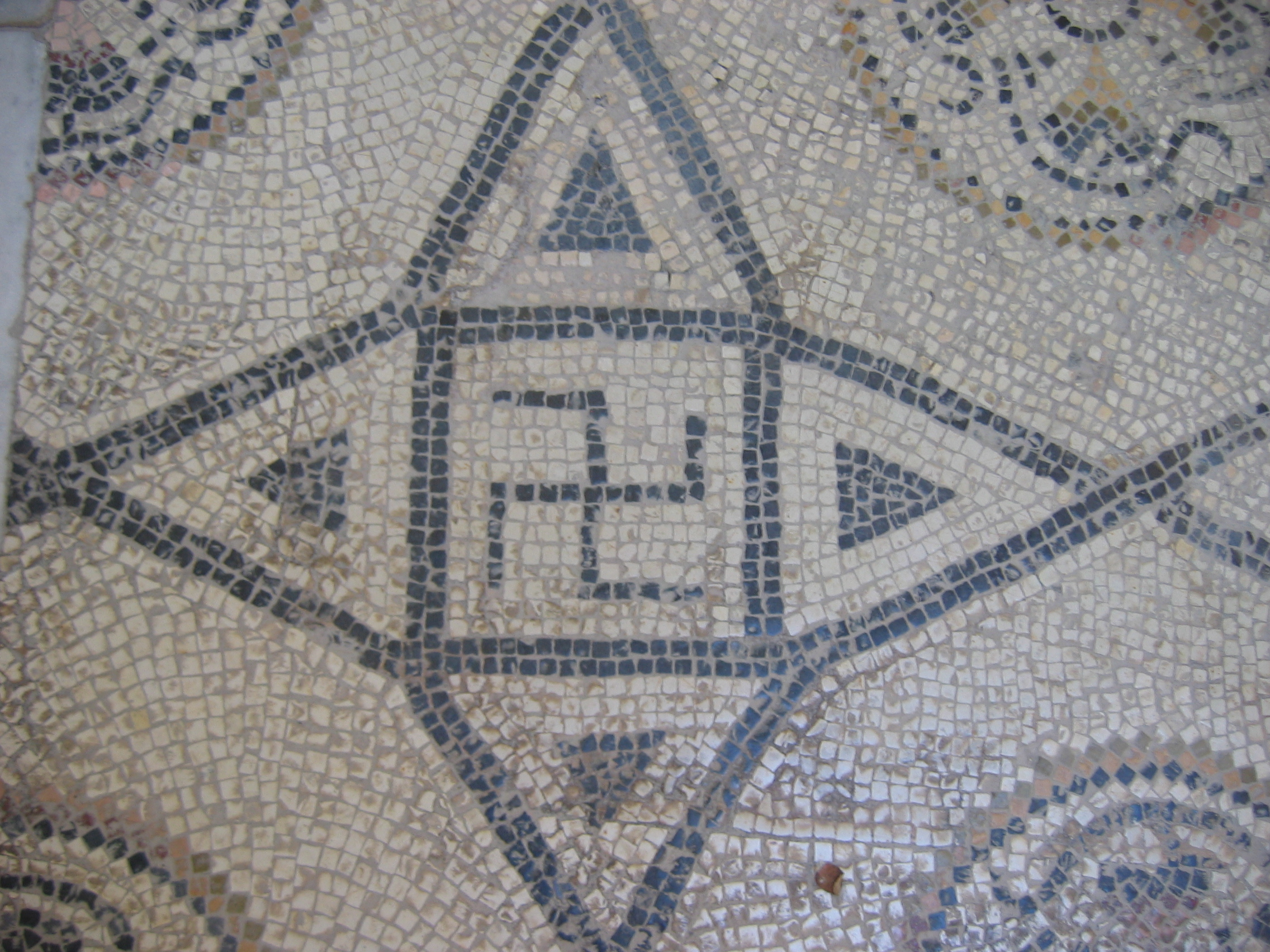
Свастика в римській мозаїці 2 ст. н. е.
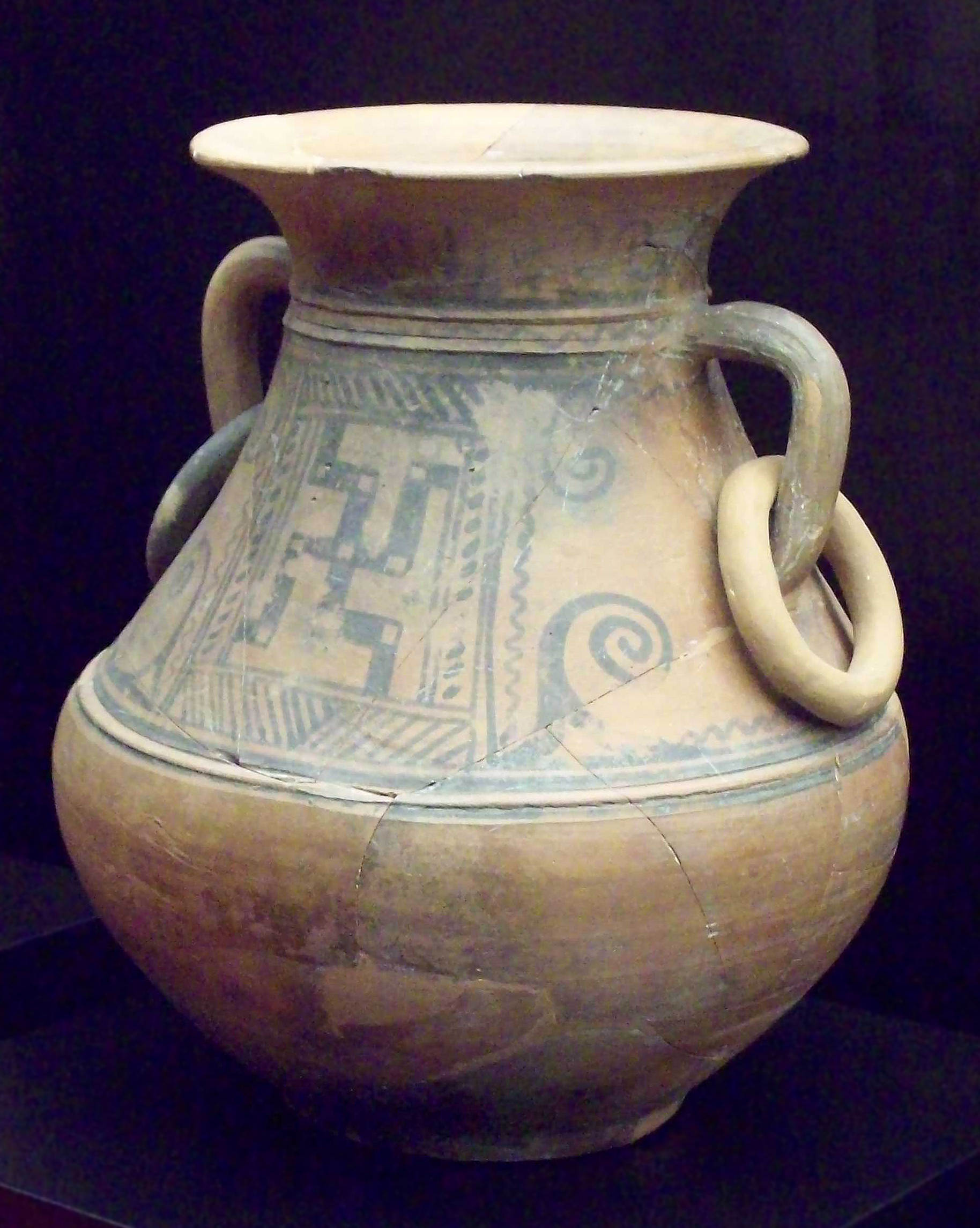
Керамічна ваза з висячими кільцями, з древніх келтиберійських поселень Нуманції (Серро-де-ла-Муела, GArray, провінція Сорія, Іспанія) II ст. до н. е.
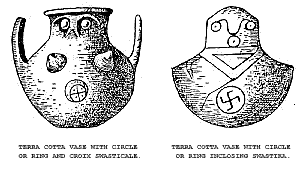
Совоподібні вази із свастикою з Трої
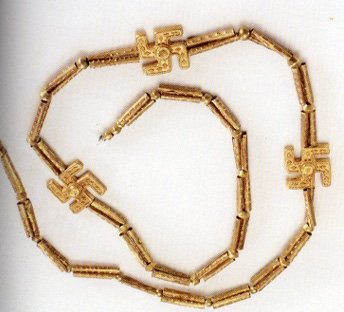
Намисто з Ірану, 1 тис. до н. е.
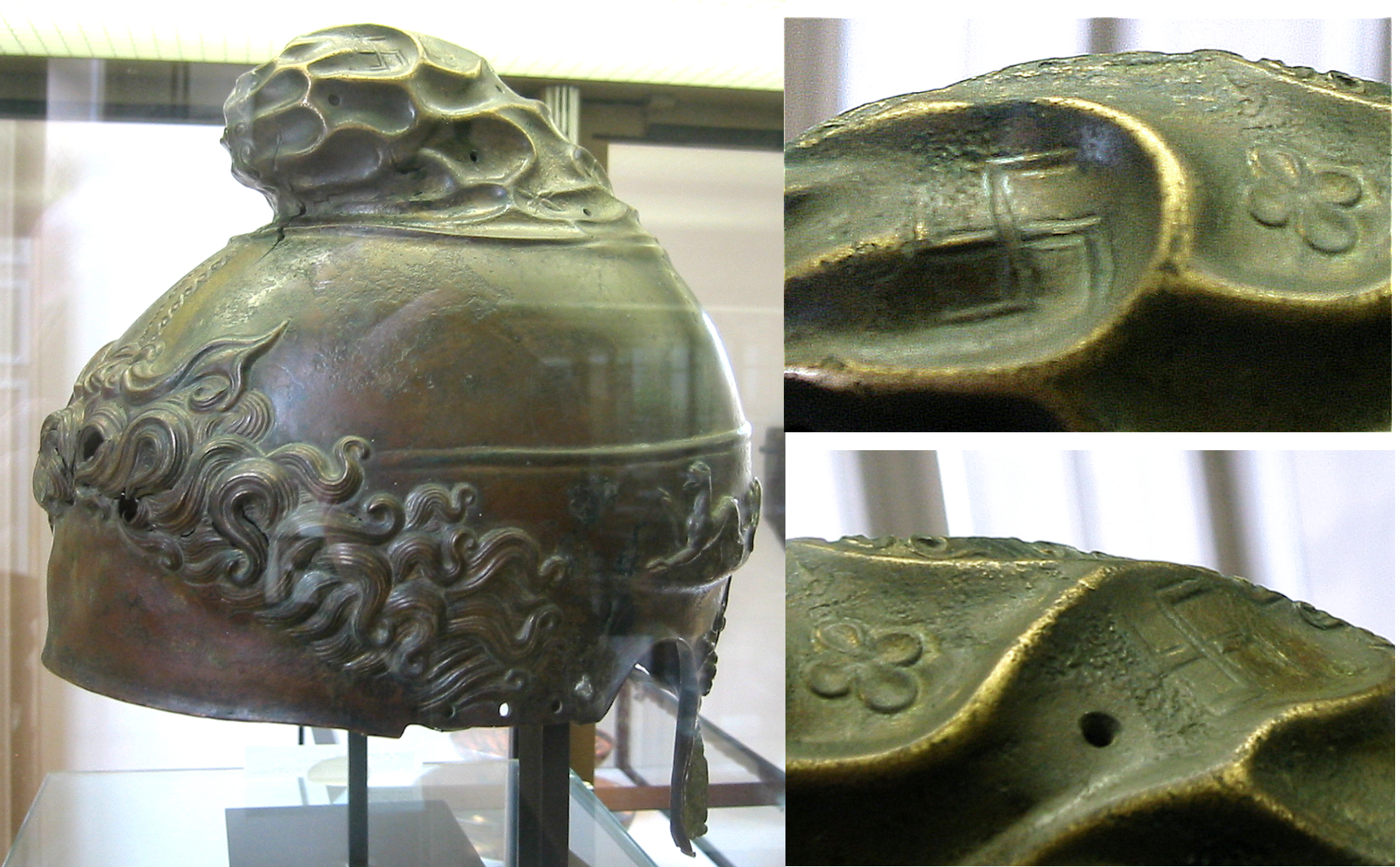
Македонський шолом із Геркуланума, 350 р. до н. е.
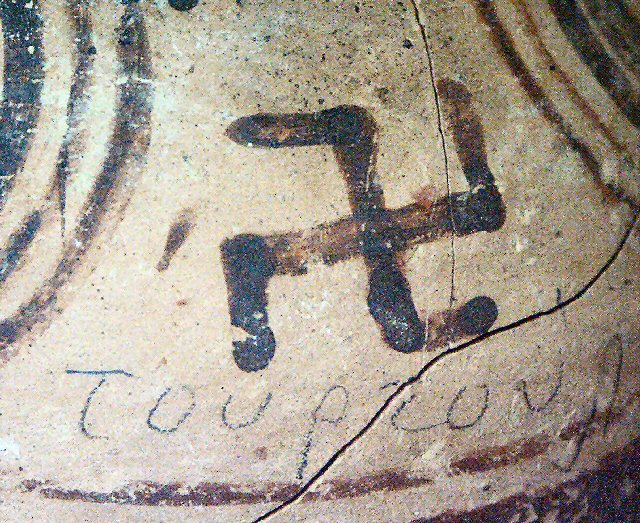
Свастика на уламку мінойської кераміки з острова Крит
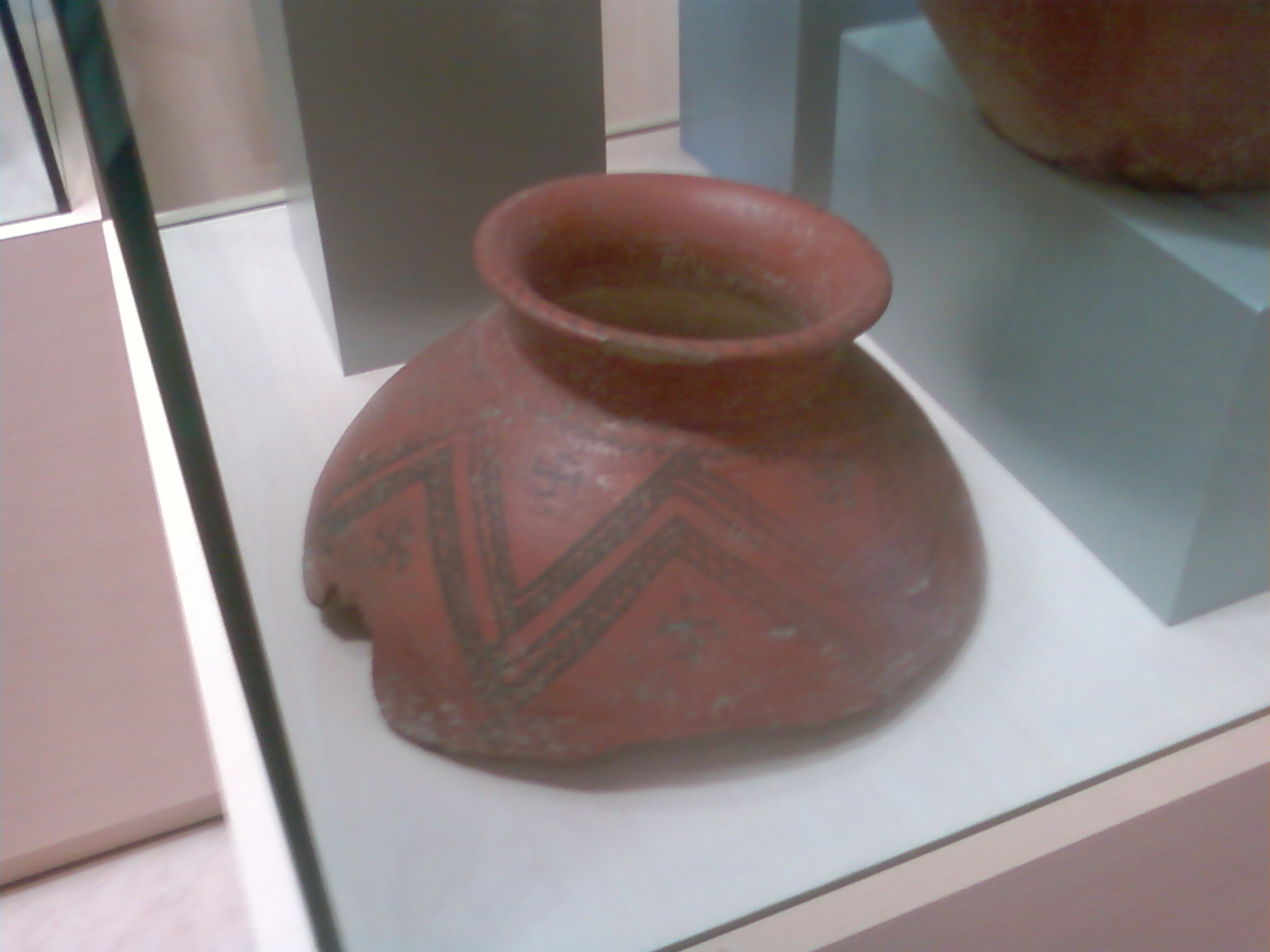
Свастика на уламку глечика в музеї історії Єревана.
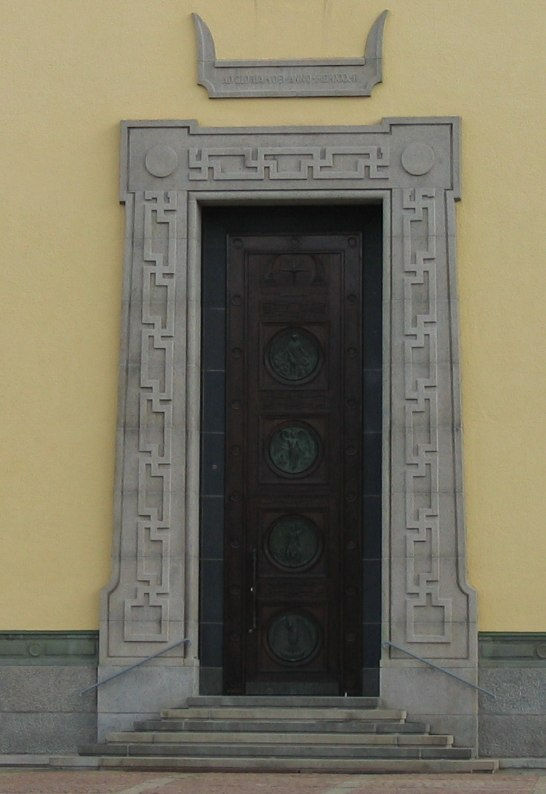
Свастика на дверях лютеранської церкви нанесена у 1932 р.

|                                                                       |                             | |  |
| В Японії                                                              | Ієрогліфічний знак — мандзі | 卍 [Архівовано 15 листопада 2017 у Wayback Machine.]                                                                                             |  |
| Буддистський символ                                                   |                             | Курильниця буддистського храму Сенсодзі в Токіо.                                                                                                 |  |
| Картографічний знак                                                   |                             | Позначка для буддистського храму на японських картах                                                                                             |  |
| Мон (емблема) самурайських родів: Цуґару, Хатісука, Хасекура та інші. |                             | Герб японського посла Хасекури Цуненаґи на Акті надання йому громадянства Риму (17 століття). Мон — «ромбовий мандзі». Мон — «зворотний мандзі». |  |
| Емблема міста Хіросакі                                                |                             | Прапор міста Хіросакі з моном Цуґару. |  |
| Візерунок традиційного японського одягу                               | 卍                          | |  |

Свастика в європейській культурі
Диск латвійських ВПС 1926—1940
Фінська хакарісті.
Штандарт президента Фінляндії.
Прапор фінської військово-повітряної академії в Каугаві
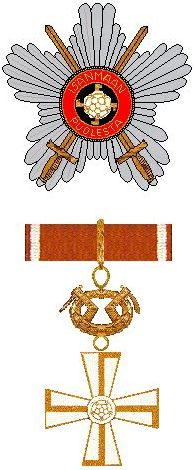
Великий хрест ордена Хреста Свободи з мечами, видається з 1918 р. у Фінляндії
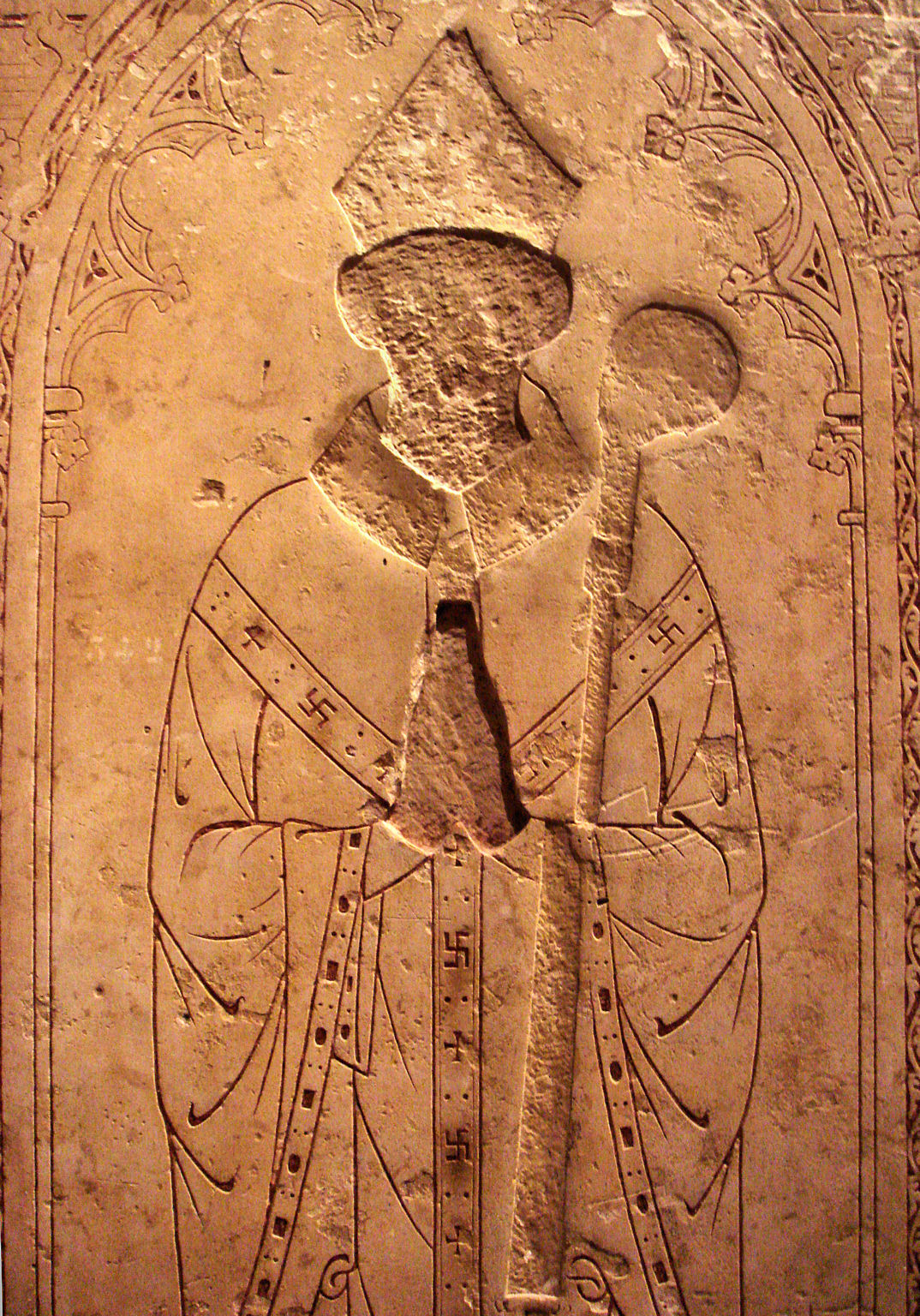
Могильна плита абата Симона де Жиллана (Франція, 1345) з орнаментом із свастик.
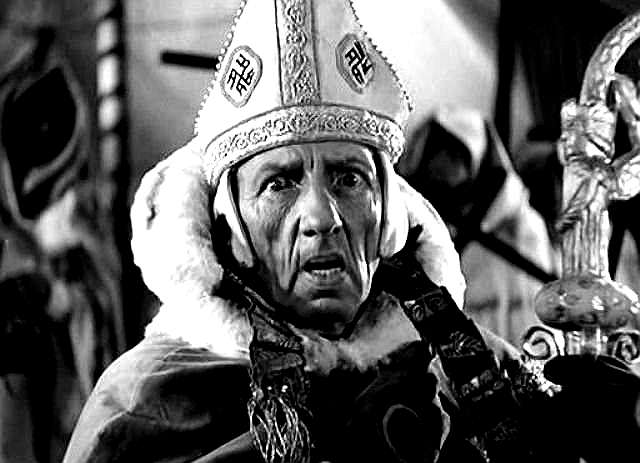
Свастики на митрі єпископа Тевтонського ордена з фільму «Олександр Невський».
Логотип Кіплінга на книзі видання 1911 р.
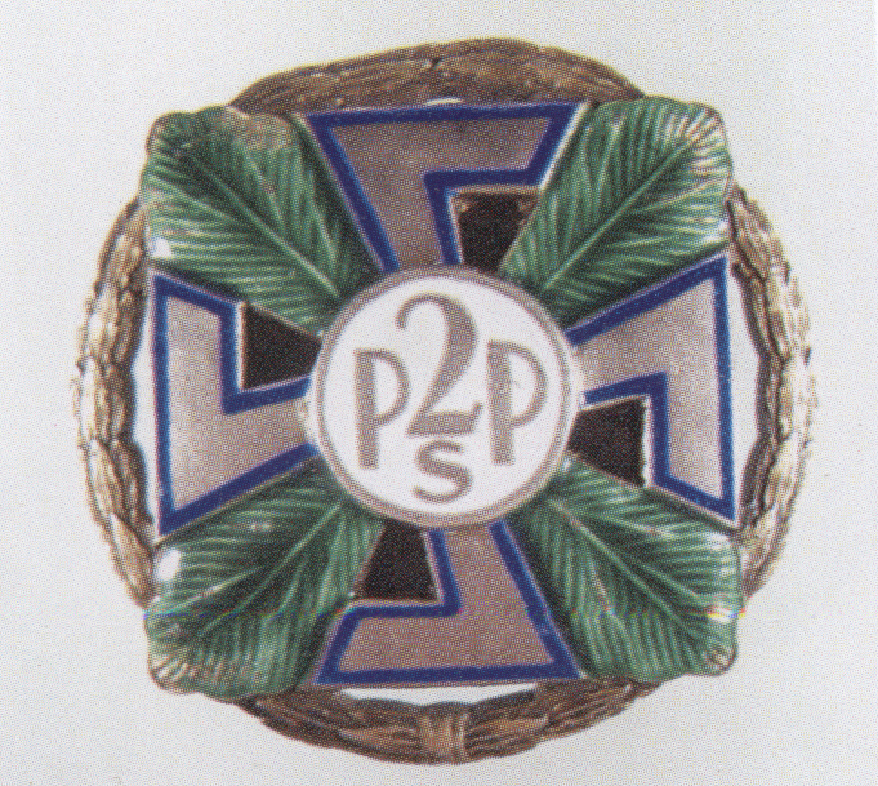
Емблема 22-ого гірського піхотного підрозділу польської армії до 1939 р., Сянок,
Значок польських скаутів 1918 р.
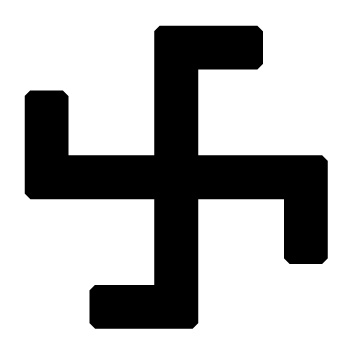
Філфот — свастика із скороченими променями, символ культу Одіна
Борджгалі у Грузії
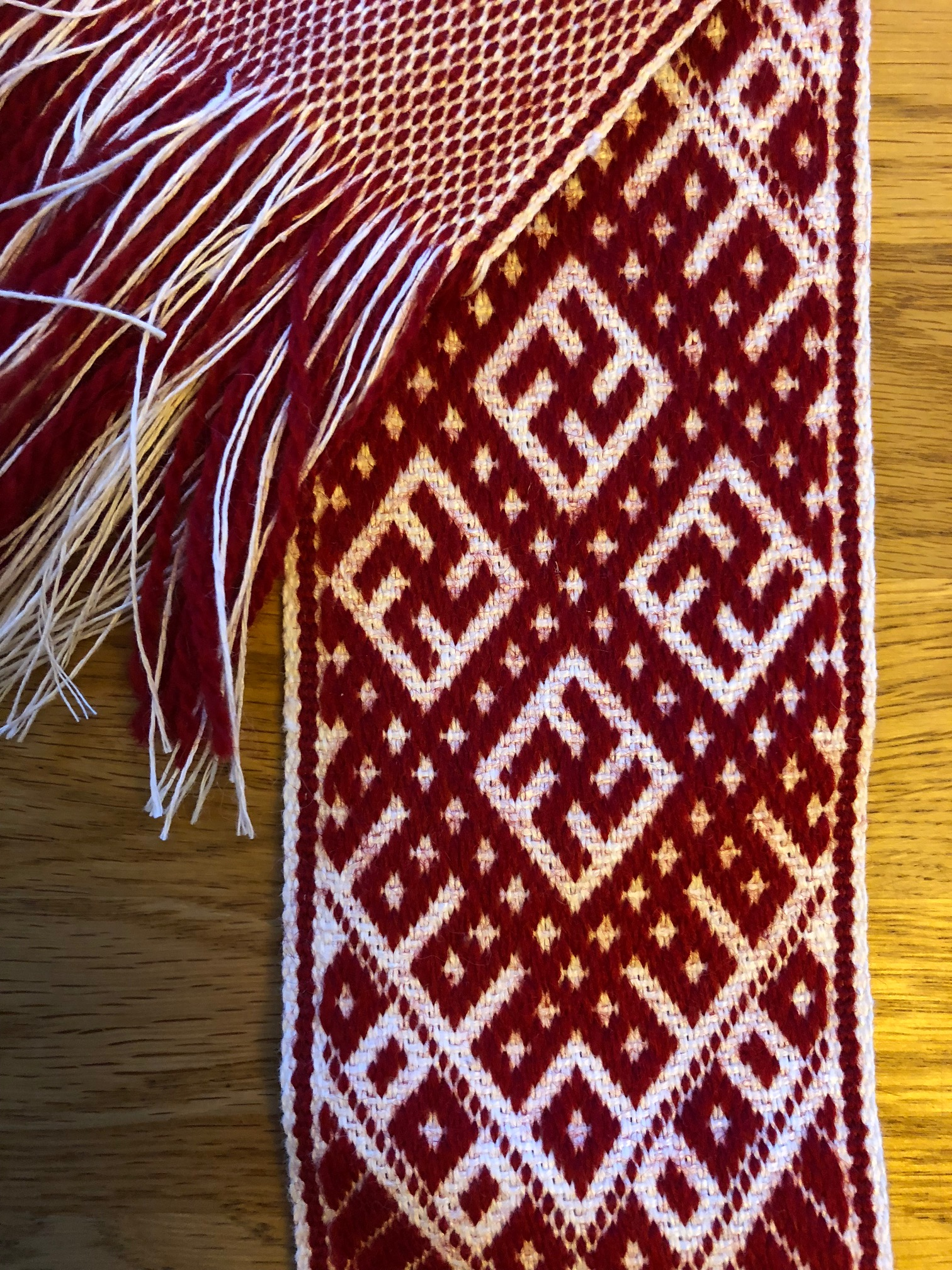
Сватика з Лієлварде, Латвія.
Баскійський хрест

Свастика в культурі інших народів
Індійська свастика.
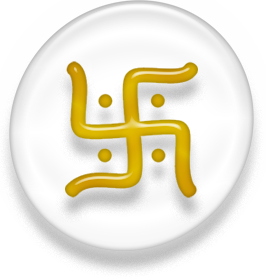
Символ джайнізму
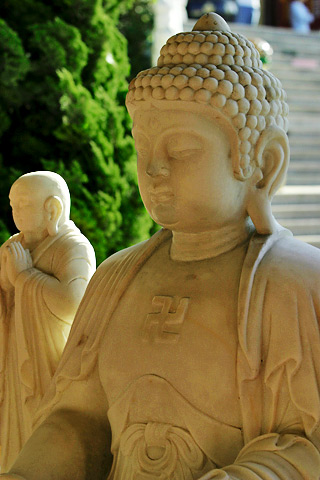
Свастика на статуї Будди.
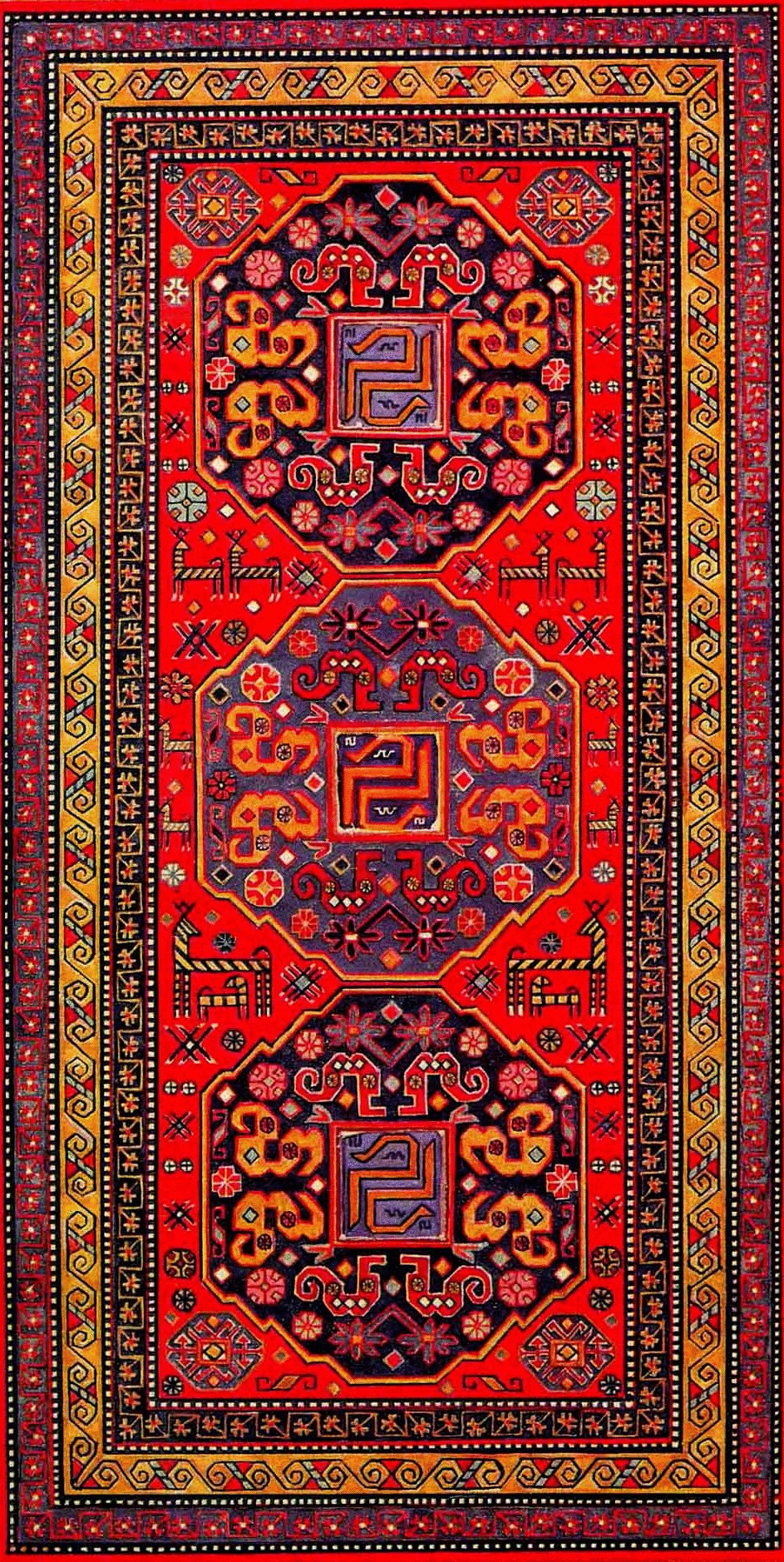
Свастика на азербайджанському килимі «Малибейлі» (Карабаська школа). Початок XX ст.[17].
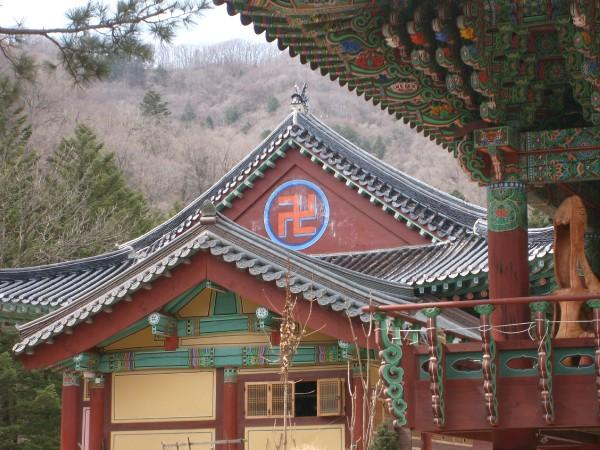
Ліва свастика на корейському храмі
Емблема Фалуньгун. За словами Лі Хунчжі, ця емблема символізує Всесвіт в мініатюрі.[18]
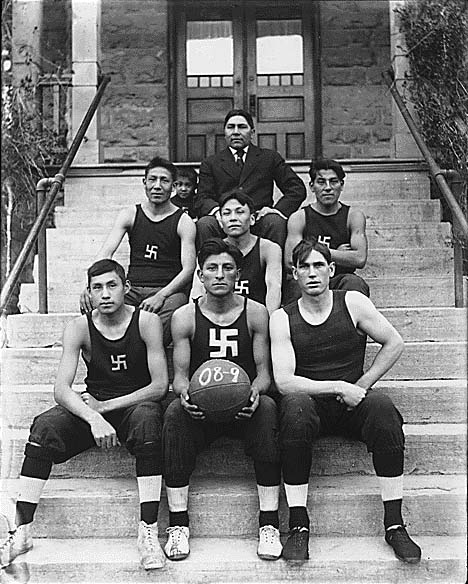
Баскетбольна команда корінних американців, 1909
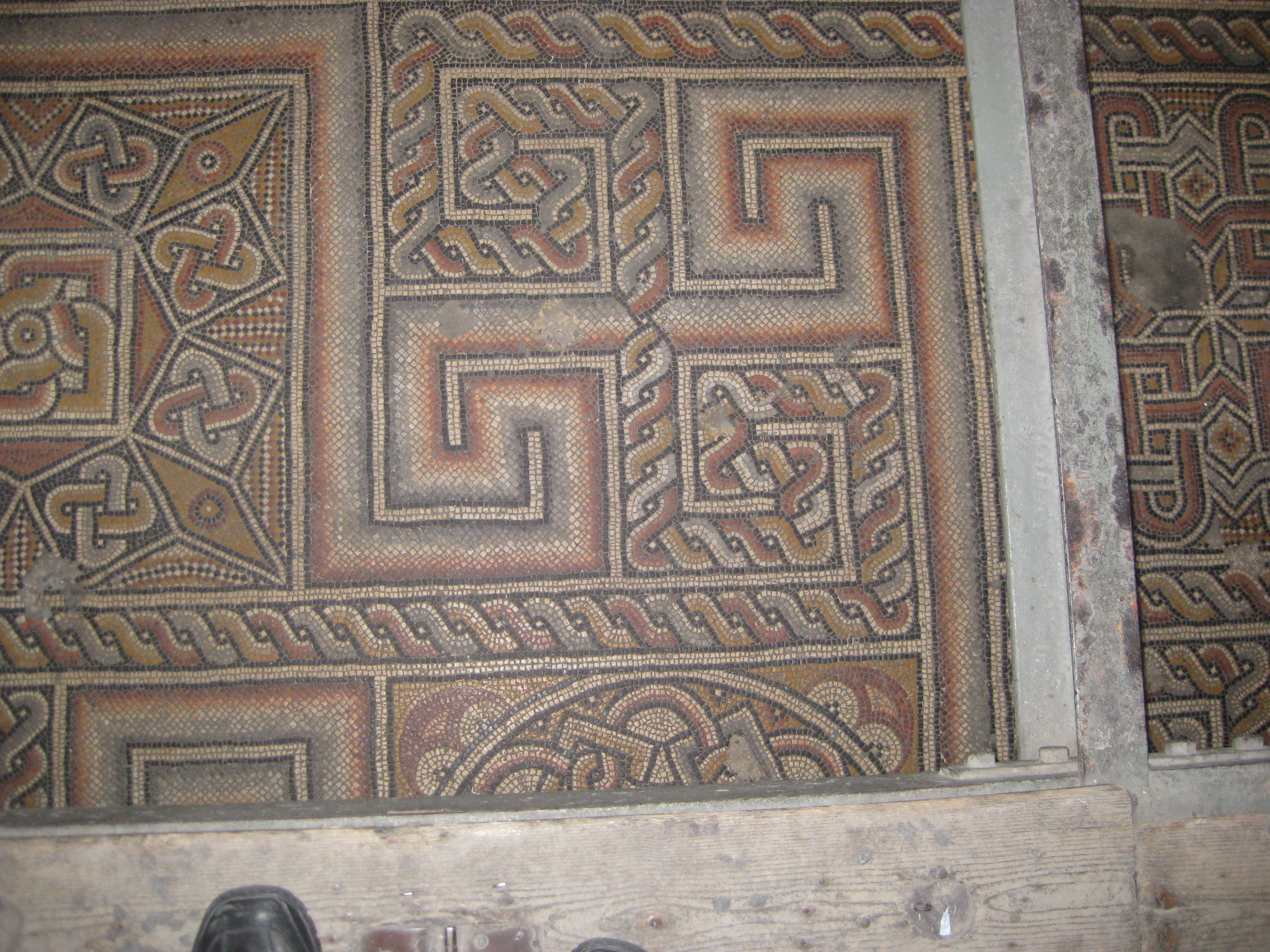
Свастика у храмі Різдва Христового у Вифлеємі.
Прапор руху за незалежність Гілгіт-Балтистан
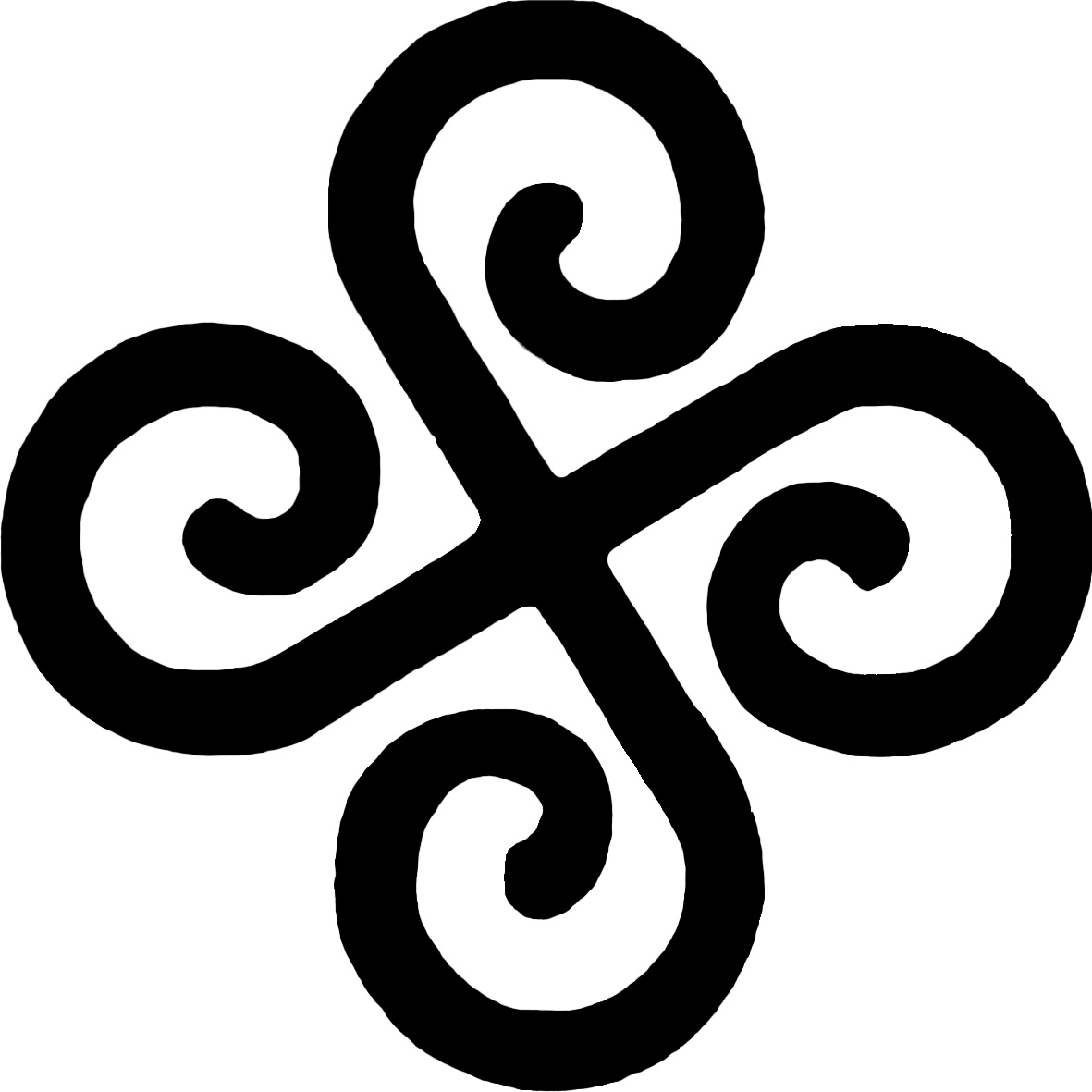
Символ Сонця в башкирів
Символ філантропічного Товариства червоної свастики
Прапор Куна-Яла, автономії корінного населення в Панамі
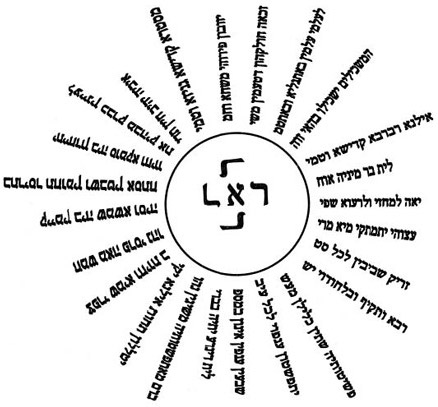
Символіка із Каббали
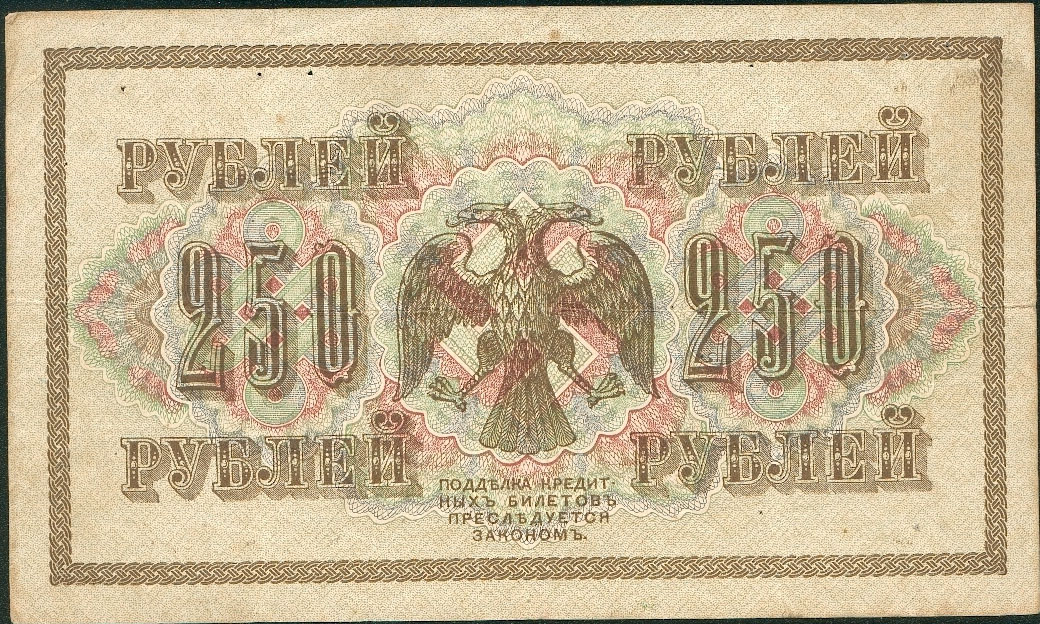
Керенки: 250 рублів, реверс. У центрі зображена свастика, під цифрами нескінченний вузол.
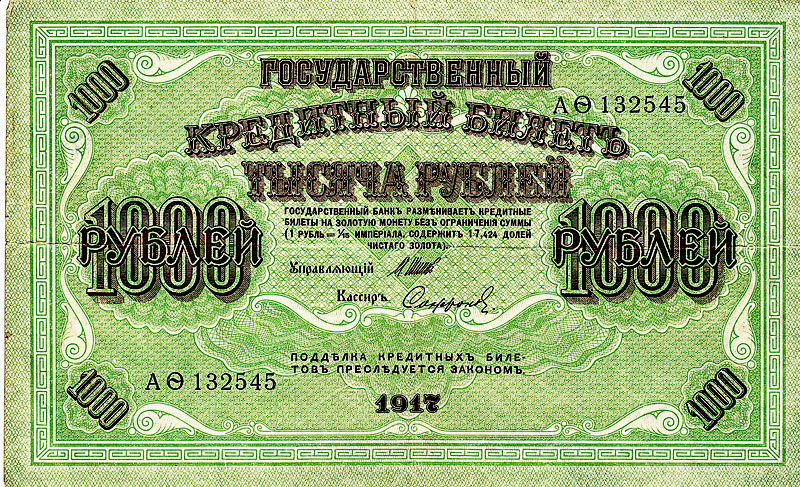
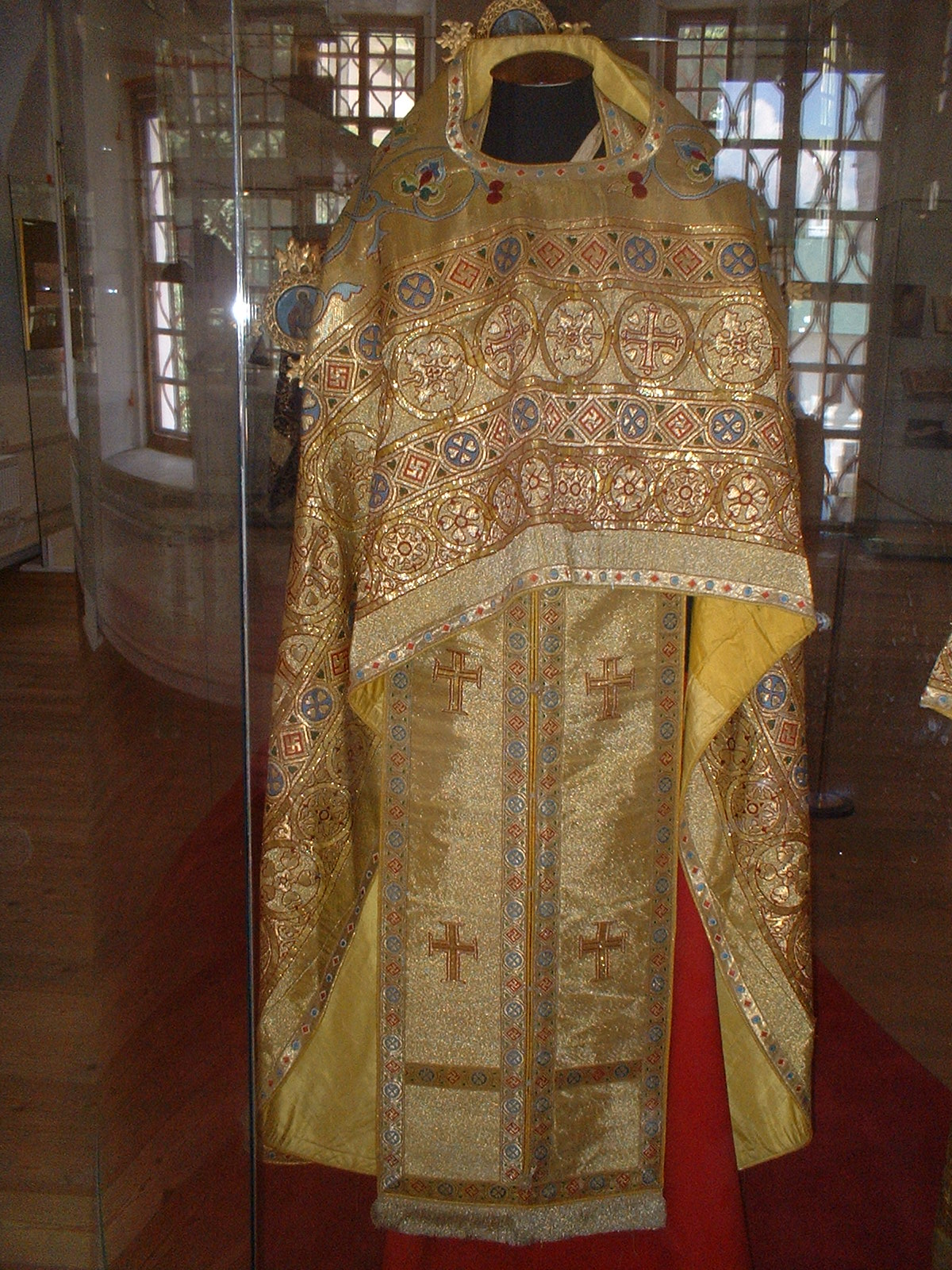
Православний церковний одяг із зображенням гаматичних хрестів.
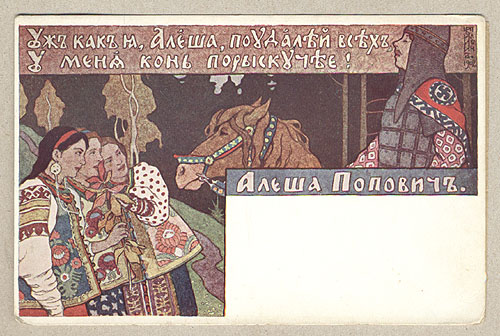
Альоша Попович. Листівка за ескізом художника Білібіна.
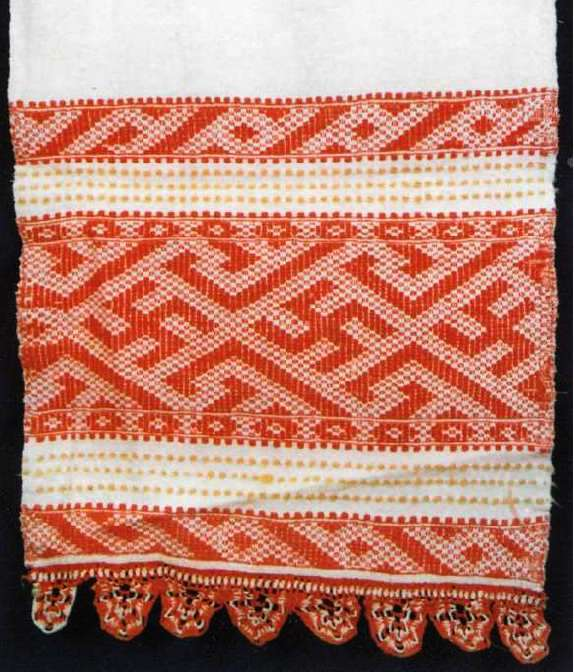
Вологодська вишивка
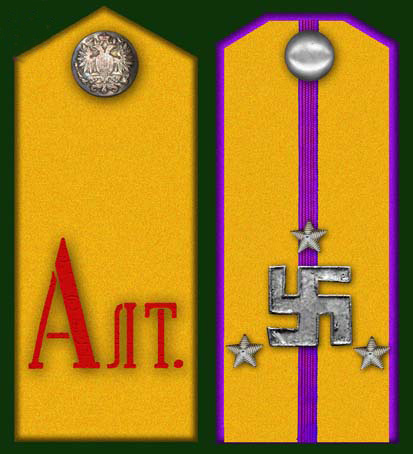
Погони загонів Унгерна і Григорія Сємьонова в Монголії
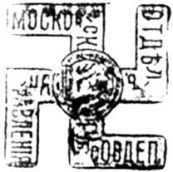
Печатка московської губернської ради депутатів 1919 р.
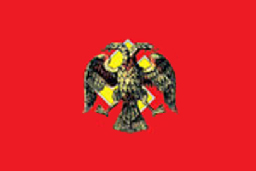
Прапор сибірського добровольчого корпусу Колчака
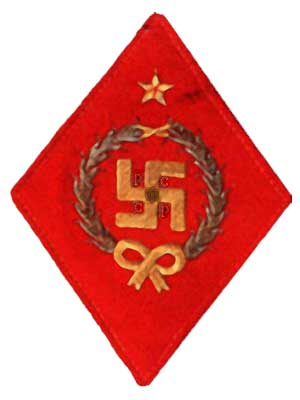
Нашивка калмицьких частин Червоної Армії
Емблема РНЄ
Російська фашистська партія

Свастика націонал-соціалізму
Державний герб нацистської Німеччини.
Прапор НСДАП.
Емблема 5-ї танкової дивізії СС «Вікінг»
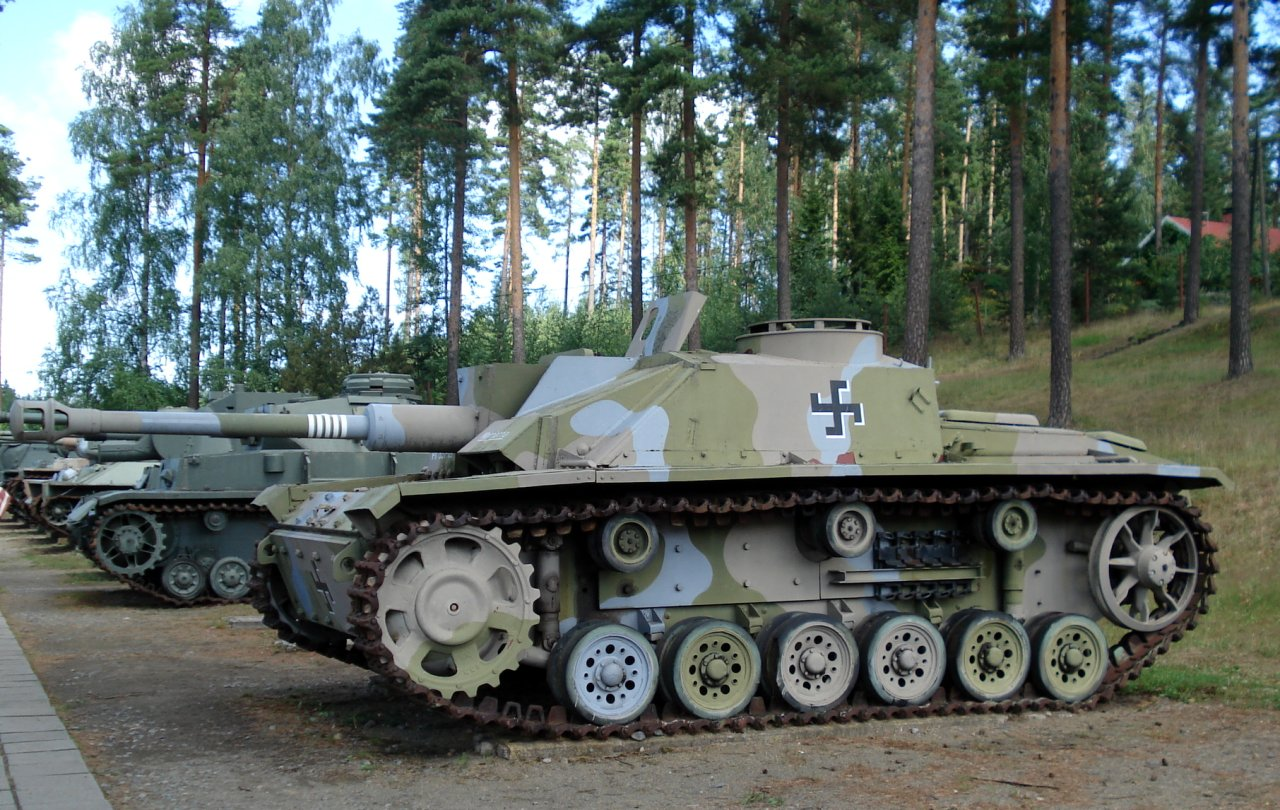
Фінський StuG III із свастикою

### Російською мовою
1. Уилсон Томас. Свастика. Древнейший известный символ, его перемещение из страны в страну, с наблюдениями о перемещении некоторых ремёсел в доисторические времена / Перевод с англ.: А. Ю. Москвин // История свастики с древнейших времён до наших дней. — Нижний Новгород: Изд-во «Книги», 2008. — 528 с. — С. 3—354. — ISBN 978-5-94706-053-9. 
(Це перша публікація російською мовою кращої фундаментальної праці з історії свастики, написанної куратором відділу доісторичної антропології Національного музею США Томасом Вілсоном, і виданої вперше у збірнику Смітсоновського інституту (Вашингтон) у 1896 році).
2. Акунов В. Свастика — древнейший символ человечества (подборка публикаций) [Архівовано 15 жовтня 2011 у Wayback Machine.]
3. Багдасаров Р. В. Свастика: священный символ. Этнорелигиоведческие очерки. Изд. 2-е, исправл.. — М : Белые Альвы, 2002. — 432 с. — 3000 екз. — ISBN 5-7619–0164-1.
4. Багдасаров Р. В. Мистика огненного креста. Изд. 3-е, доп. и исправл. — М.: Вече, 2005. — 400 с. — 5000 экз. — (Лабиринты тайноведения). — ISBN 5-9533-0825-6.
5. Генон Р. Символы священной науки / Пер. с франц. Ника Тирос. — М.: Беловодье, 2002. — 496 с. — 3000 экз. — ISBN 5-88901-008-5.
6. Генон Р. Символика креста / Пер. с франц. Т. М. Фадеевой и Ю. Н. Стефанова. — М.: Прогресс-Традиция, 2004. — 704 с. — 2000 экз. — ISBN 5-89826-196-6. 
Изд. 2-е. — М.: Прогресс-Традиция, 2008. — 704 с. — 1500 экз. — ISBN 5-89826-196-6.
7. Генон Р. Символизм креста. — М. : Беловодье, 2008. — 224 с. — ISBN 5-93454-095-2.
8. Городцов В. А. Археология. Каменный период. — М.; Пг., 1923.
9. Драчук В. С. Системы знаков Северного Причерноморья. Тамгообразные знаки северопонтийской периферии античного мира первых веков нашей эры. — Киев: Наукова думка, 1975. — 176 с., вкл. 26 л. илл. — 10.000 экз.
10. Елинек Ян. Большой иллюстрированный атлас первобытного человека. — Прага, 1985.
11. Ивановская В. И. Орнаменты Древней Америки. — 2006.
12. Качаева М. Сокровища русского орнамента. — Изд-во Белые альвы, 2008. — 202 с. — ISBN 978-5-91464-014-6.
13. Керн Германн. Лабиринты мира / Пер. с англ. — СПб.: Азбука-классика, 2007. — 432 с. — 5000 экз. — ISBN 978-5-352-02036-4.
14. Кутенков П. И. Ярга-свастика — знак русской народной культуры. Монография. — СПб.: Изд-во РГПУ им. А. И. Герцена, 2010. — 450 с. — ISBN 978-5-8064-1267-7.
15. Куфтин Б. А. Материальная культура Русской Мещёры. Часть 1. Женская одежда: рубаха, понёва, сарафан. — М.: 1926.
16. Москвин А. Ю. Крест без распятого // История свастики с древнейших времён до наших дней. — Нижний Новгород: Изд-во «Книги», 2008. — 528 с. — С. 355—526. — ISBN 978-5-94706-053-9.
17. Рыбаков Б. А. Язычество древних славян. — М., 1994.
18. Рыжакова С. И. Язык орнамента в латышской культуре. — М.: Индрик, 2002. — 408 с. + 16 илл. — ISBN 5-85759-190-2.
19. Смирнова И. М. Тайная история креста. — М.: Эксмо, 2006. — 320 с. — ISBN 5-699-17114-2; ISBN 5-699-17116-9.
20. Тарунин А. В. Сакральный символ. История свастики. — М.: Белые альвы, 2009. — 544 с.: ил. — ISBN 978-5-91464-029-0.
21. Трифонова Л. В. Декоративно-прикладное искусство Пудожья и Заонежья в собрании музею «Кижи». — Петрозаводск: ФГУП Истор.-архит. и этнограф. музей-запов. «Кижи», 2004. — 96 с. — 2000 экз. — ISBN 5-9900343-1-8.
22. Эвола Ю. Свастика как символ полюса // Традиция и Европа. — Тамбов, 2009. — С. 62—70. — ISBN 978-5-88934-426-1.